# Plethocrossus semistriatus
Plethocrossus semistriatus är en mångfotingart som först beskrevs av Pocock 1896.  Plethocrossus semistriatus ingår i släktet Plethocrossus och familjen Odontopygidae. Inga underarter finns listade i Catalogue of Life.